# Plastique à renfort de verre
Pour les articles homonymes, voir GRP.
Un plastique à renfort de verre (ou Polyester Renforcé de fibres de Verre ou Polymère Renforcé aux fibres de Verre, symbolisé habituellement par ses initiales PRV ; en anglais, fiberglass, glass-reinforced plastic ou GRP) est un matériau composite constitué d’une matrice polymère (appelée résine) renforcée par des fibres ou parfois par des microsphères de verre. La résine est généralement un polyester thermodurcissable, un époxyde, un vinylester ou thermoplastique (polyamide, par exemple).
Ses propriétés de résistance (mécanique, chimique) et sa densité sont très favorables, comparé aux métaux. Les renforts en verre (fibres, tissus, mats, etc.) sont très utilisés et très bon marché, comparés à la fibre de carbone.
Ces matériaux trouvent un usage dans de nombreux secteurs : automobile, marine, matériaux de construction, aéronautique, aérospatiale, équipements résistants à la corrosion (tels réservoirs, récipients, tuyaux), etc.

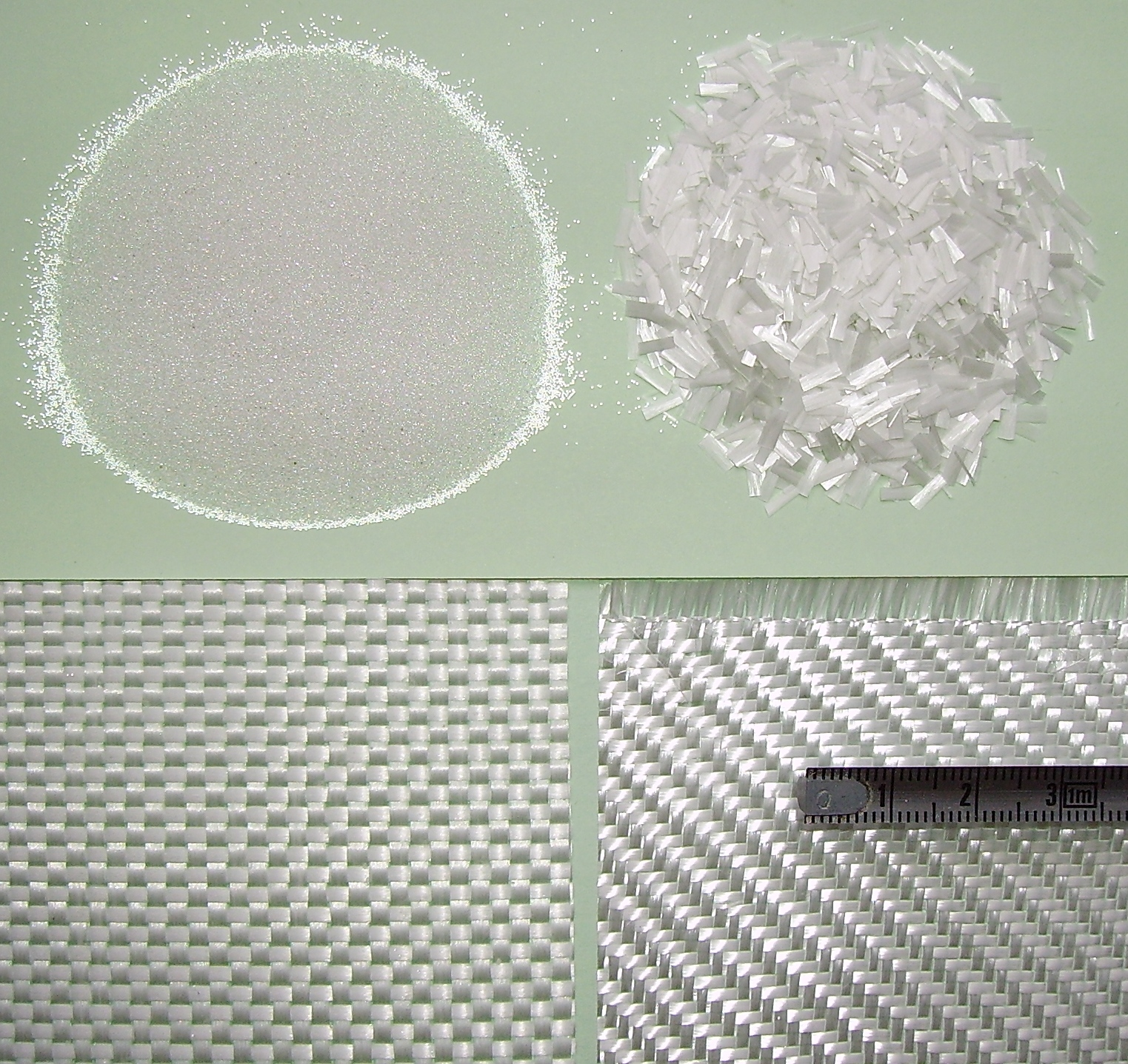
Diverses présentations de verre utilisées comme renfort
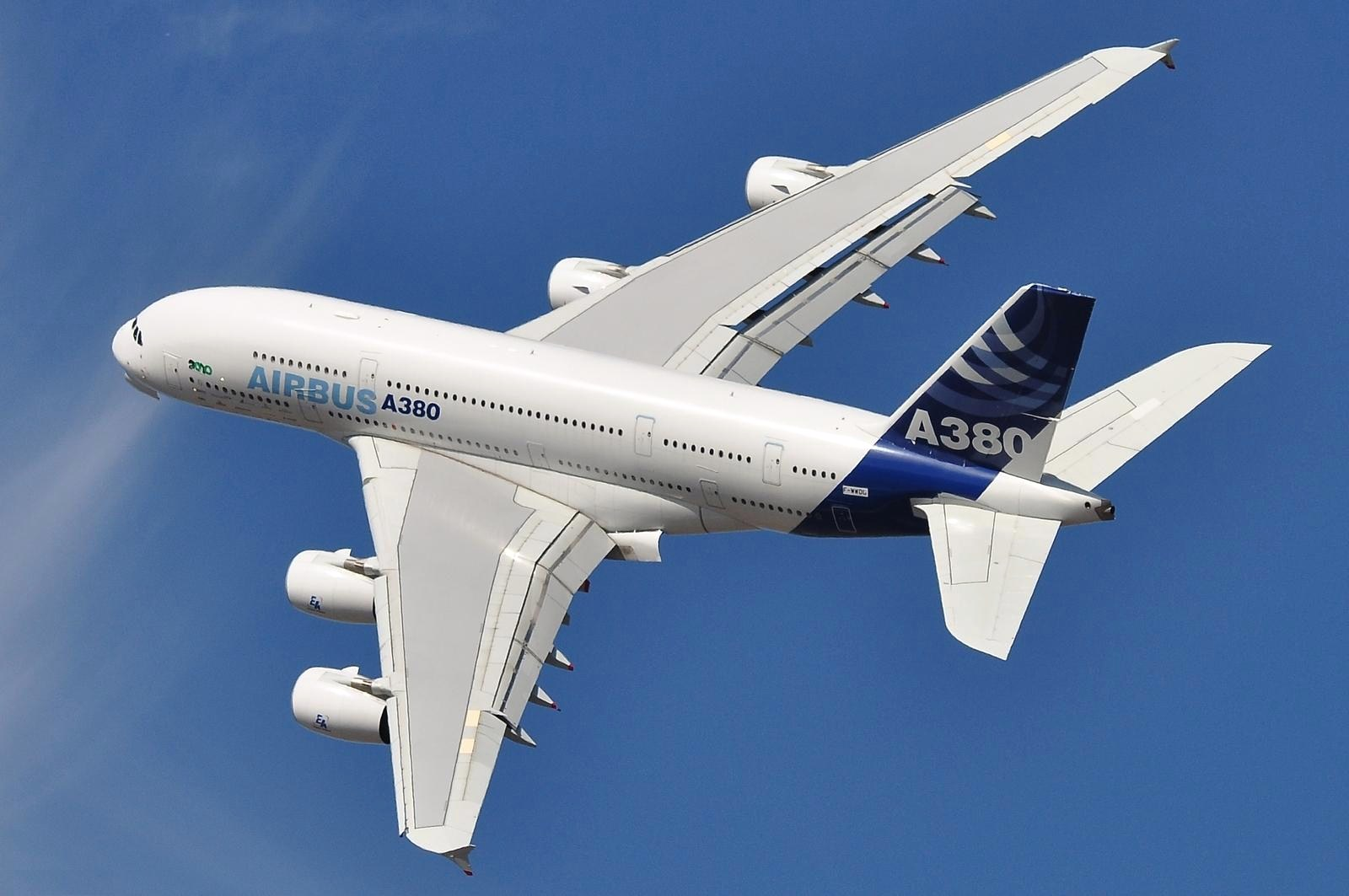
La construction de l’A380 fait appel à des matrices organiques renforcées de fibre de verre